# バードランドの子守唄
「バードランドの子守唄」（バードランドのこもりうた、Lullaby of Birdland）は、ジョージ・シアリングが作曲し、ジョージ・デイヴィッド・ウェイスが、「B・Y・フォースター (B. Y. Forster)」という変名で作詞した、ジャズ・スタンダード、ポピュラー楽曲。

## 背景
ジョージ・シアリングは、ニューヨークのジャズ・クラブ「バードランド」のオーナーだったモーリス・レヴィのため、「バードランドの子守唄」を1952年に書いた。レヴィはシアリングに、バードランドがスポンサーになるラジオのディスク・ジョッキー番組を始めるので、「毎正時に流れるような (to be played every hour on the hour)」テーマを録音してほしいと依頼した。当初、レヴィは自作の曲を録音することを望んでいたが、シアリングはその曲を上手く仕上げられないので、自分で曲を書きたいと訴えた。ふたりは、楽曲の権利を分け合うことで妥協し、シアリングが作曲者としての権利を保持し、レヴィが出版権を持つことになった。
後にシアリングは自伝の中で、この曲について「すべて ... 10分以内で (the whole thing [...] within ten minutes)」作曲したと述べている。

## 音楽的特徴
「バードランドの子守唄」は、32小節形式をとり、原曲ではヘ短調（ないしは、変イ長調）である。この楽曲には短調の部分と長調の部分に同等の時間が割り振られている。コード進行は、 I – vi – ii7 – V7 となっており、短調のバリエーションとして I – viø7 – iiø7 – V7 も用いられている。

## スタンダード曲として
この曲は、発表当時から多くのアーティストたちによって取り上げられ、ジャズ・スタンダードとして多くのアーティストたちによって歌唱、演奏された。また、この曲を収録したアルバムのタイトルに用いられることもあり、
アルバムの冒頭にこの曲を収め、1954年に録音されたサラ・ヴォーンのアルバム『サラ・ヴォーン・ウィズ・クリフォード・ブラウン』（原題：Sarah Vaughan）は、オランダやブラジルなどの再発LPでは『Lullaby of Birdland』と題された。同じ1954年に、やはりアルバム冒頭にこの曲を収めたクリス・コナーのアルバムは『Sings Lullabys Of Birdland』と題された。1955年には、マリアン・マクパートランドもアルバム『Lullaby Of Birdland』を発表し、エラ・フィッツジェラルドも、少しだけ題名が異なるアルバム『ララバイズ・オブ・バードランド (Lullabies Of Birdland)』を発表した。1994年にリリースされたリー・コニッツのバードランドにおける1991年のライブのアルバムも、『Lullaby of Birdland』と題された。
フランスのシンガーソングライターであるジャン・コンスタンティンは、この曲にフランス語の歌詞「Lola ou La légende du pays aux oiseaux」（「ローラ、あるいは、バードランドの伝説」の意）を書いた。

### 日本語での歌唱
日本の声優で、音楽活動もしている金丸淳一は、自ら日本語の歌詞を付け、「バードランドの子守歌」としてこの曲を日本語で歌い、アルバム『inspired colors』に収録した。